# سوسکچه زرخاک
سوسکچه زرخاک (نام علمی: Hypomeces squamosus) نام یک گونه از زیرخانواده سوسکچه‌های دماغ پهن است. طول این سوسکچه تا ۱۲ میلی‌متر هم می‌رسد. سوسکچه زرخاک سبزرنگ با نقطه‌های ریز طلایی است. هند، جنوب شرقی آسیا و فیلیپین زیستگاه این گونه است.